# 斯帕萊內波日奇
斯帕萊內波日奇（捷克語：Spálené Poříčí，捷克語發音：[ˈspaːlɛnɛː ˈpor̝iːtʃiː]）是捷克的城鎮，位於該國西部，距離首府皮爾森20公里，由比爾森州負責管轄，面積54.52平方公里，海拔高度417米，2006年人口達到 2,555。